# ساموئل گریگوریان (وزنه‌بردار)

ساموئل گریگوریان ( زادهٔ ۲۴ سپتامبر ۱۹۸۵) وزنه‌بردار مرد اهل ارمنستان است که در مجموع در مسابقات قهرمانی وزنه‌برداری جوانان و زیر ۲۳ سال اروپا برندهٔ ۱ مدال برنز شده‌است.

## نتایج مهم
| سال                                                  | مکان                    | وزن                     | یک ضرب (کیلوگرم)        | یک ضرب (کیلوگرم)        | یک ضرب (کیلوگرم)        | یک ضرب (کیلوگرم)        | یک ضرب (کیلوگرم)        | دوضرب (کیلوگرم)         | دوضرب (کیلوگرم)         | دوضرب (کیلوگرم)         | دوضرب (کیلوگرم)         | دوضرب (کیلوگرم)         | مجموع                   | رتبه                    |
| سال                                                  | مکان                    | وزن                     | ۱                       | ۲                       | ۳                       | نتیجه                   | رتبه                    | ۱                       | ۲                       | ۳                       | نتیجه                   | رتبه                    | مجموع                   | رتبه                    |
| قهرمانی وزنه‌برداری جهان                              | قهرمانی وزنه‌برداری جهان | قهرمانی وزنه‌برداری جهان | قهرمانی وزنه‌برداری جهان | قهرمانی وزنه‌برداری جهان | قهرمانی وزنه‌برداری جهان | قهرمانی وزنه‌برداری جهان | قهرمانی وزنه‌برداری جهان | قهرمانی وزنه‌برداری جهان | قهرمانی وزنه‌برداری جهان | قهرمانی وزنه‌برداری جهان | قهرمانی وزنه‌برداری جهان | قهرمانی وزنه‌برداری جهان | قهرمانی وزنه‌برداری جهان | قهرمانی وزنه‌برداری جهان |
| ---------------------------------------------------- | ----------------------- | ----------------------- | ----------------------- | ----------------------- | ----------------------- | ----------------------- | ----------------------- | ----------------------- | ----------------------- | ----------------------- | ----------------------- | ----------------------- | ----------------------- | ----------------------- |
| ۲۰۱۱                                                 | پاریس، فرانسه           | ۶۹ ک‌گ                   | ۱۴۰                     | ۱۴۰                     | ۱۴۵                     | ۱۴۵                     | ۷                       | ۱۷۱                     | ۱۷۱                     | ۱۷۸                     | ۱۷۱                     | ۲۱                      | ۳۱۶                     | ۱۰                      |
| مسابقات قهرمانی وزنه‌برداری اروپا                     |                         |                         |                         |                         |                         |                         |                         |                         |                         |                         |                         |                         |                         |                         |
| ۲۰۱۲                                                 | آنتالیا، ترکیه          | ۶۹ ک‌گ                   | ۱۴۰                     | ۱۴۵                     | ۱۴۵                     | ۱۴۰                     | ۱۰                      | ۱۶۵                     | ۱۶۵                     | ۱۶۵                     | ۱۶۵                     | ۱۰                      | ۳۰۵                     | [ ۱ ]                   |
| ۲۰۱۱                                                 | کازان، روسیه            | ۶۹ ک‌گ                   | ۱۳۵                     | ۱۴۰                     | ۱۴۰                     | ۱۴۰                     | ۷                       | ۱۷۳                     | ۱۷۳                     | ۱۷۳                     | ۱۷۳                     | ۶                       | ۳۱۳                     | ۵                       |
| مسابقات قهرمانی وزنه‌برداری جوانان و زیر ۲۳ سال اروپا |                         |                         |                         |                         |                         |                         |                         |                         |                         |                         |                         |                         |                         |                         |
| ۲۰۱۲                                                 | ایلات، اسرائیل          | ۷۷ ک‌گ                   | ۱۴۳                     | ۱۴۷                     | ۱۴۹                     | ۱۴۹                     | ۲                       | ۱۷۸                     | ۱۷۸                     | ۱۸۴                     | ۱۸۴                     | ۱                       | ۳۳۳                     | [ ۳ ]                   |